# رباط حلقي درقي

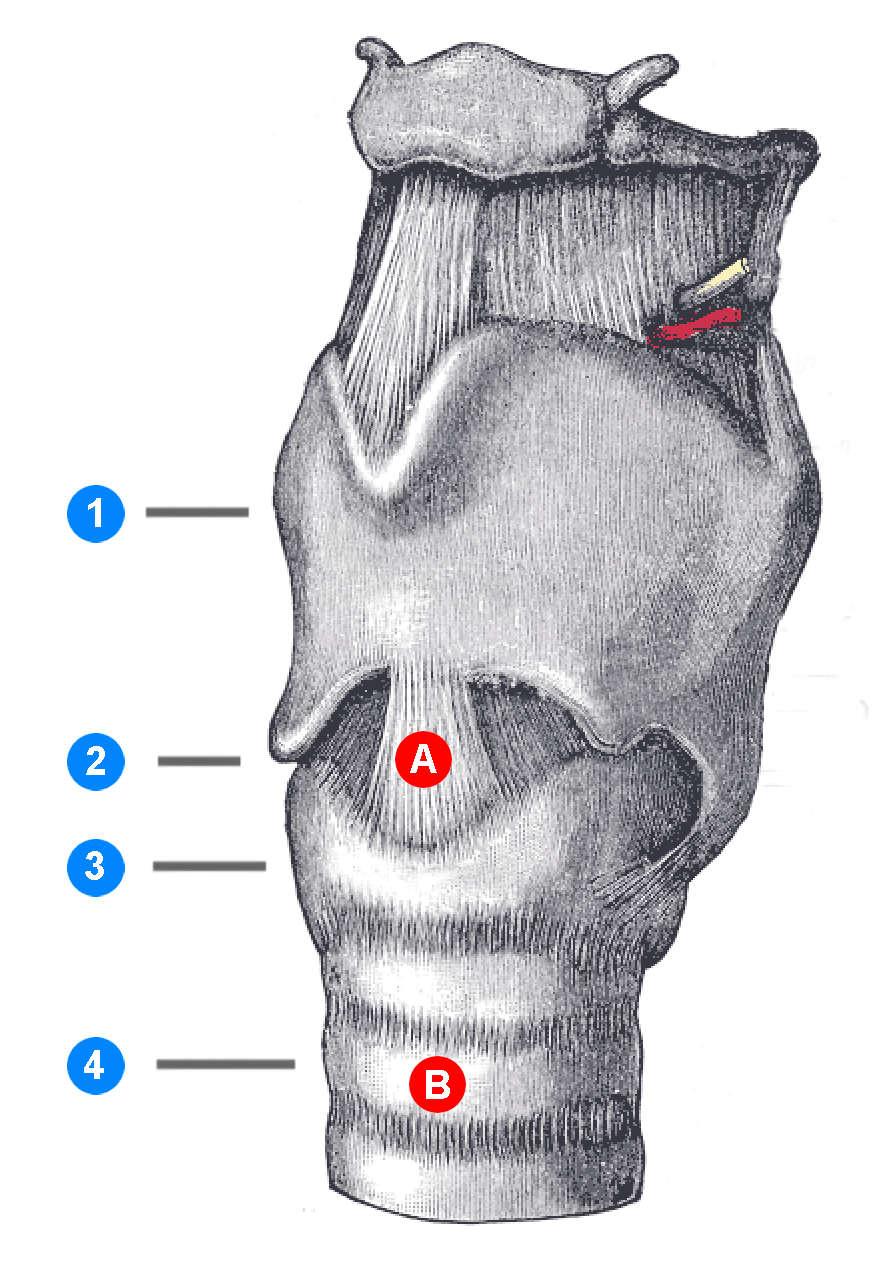
(1) الغضروف الدرقي
(2) الرباط الحلقي الدرقي
(3) الغضروف الحلقي
(4) القصبة الهوائية (الرُغامى)
(A) موضع بضع الغضروف الحلقي الدرقي (جراحة)
(B) موضع ثقب القصبة الهوائية (جراحة)

الرباط الحلقي الدرقي (بالإنجليزية: cricothyroid ligament)‏، أو الغشاء الحلقي الدرقي (بالإنجليزية: cricothyroid membrane)‏ أو الغشاء الحلقي الحبلي (بالإنجليزية: Cricovocal membrane)‏، ووظيفته الرئيسية الحفاظ على الغضروف الحلقي والغضروف الدرقي من التحرك بعيداً أكثر من اللازم. يتم قطع هذا الرباط خلال إجراء عملية بضع الغشاء الحلقي والدرقي في حالات الطوارئ.

## تكوينه
يتكون الرباط الحلقي الدرقي من جزأين: 
- الرباط الحلقي الدرقي المُتَوَسَّطِ، وهو الجزء السميك من الغشاء الحَلْقِيُّ الدرقي ويوجد على طول خط المنتصف.
- الرباطين الحلقيين الدرقيين الوحشيين (الجانبيين) ويوجد رباط واحد على كل جانب، ويُسمى كل رباط منهما أيضا: «المخروط المارن» أو «مخروط الحنجرة المرن» أو «المخروط المارن للحنجرة» (بالإنجليزية: conus elasticus)‏.

## التسمية
تم تسمية هذه البنية التشريحية بطرق مختلفة في الماضي، مما جعل التسمية ملتبسة أحيانا ما بين «رباط» و «غشاء». 

## وصفه
الرباط الحلقي الدرقي المُتَوَسَّطِ هو شريط مُسطَّح من النسيج الضام الأبيض الذي يربط الأجزاء الأمامية من الحواف المتجاورة للغضروف الحلقي والغضروف الدرقي، وهو رباط سميك وقوي، ضيق أعلاه وواسع أسفله. كل رباط جانبي يُسمى على حِده: «المخروط المارن» (بالإنجليزية: conus elasticus)‏. 
يتراكب الرباط الحلقي الدرقي الجانبي على كلا الجانبين فوق عضلات الحنجرة. 
«المخروط المارن» هو الجزء الوحشي (الجانبي) من الرباط الحلقي الدرقي. الأجزاء الجانبية رقيقة أكثر عن الرباط المتوسط وتوجد قريباً تحت الغشاء المخاطي للحنجرة، وتمتد من الحدود العليا للغضروف الحلقي إلى الحافة السفلية من الأحبال الصوتية، وتستمر معها. لذلك يمكن اعتبار الأحبال الصوتية كحدود حرة لكل مخروط مارن على الجانبين، وتمتد من النواتئ الصوتية للغضروفين الطرجهاليين إلى زاوية الغضروف الدرقي في منتصف المسافة بين حدودها العليا والسفلية. 

## الأهمية السريرية
يتم قطع هذا الرباط خلال إجراء عملية بضع الغشاء الحلقي والدرقي في حالات الطوارئ. 
الوظيفة الرئيسية لهذا الرباط هو الحفاظ على الغضروف الحلقي والغضروف الدرقي من التحرك بعيدا أكثر من اللازم.

## صور اضافية

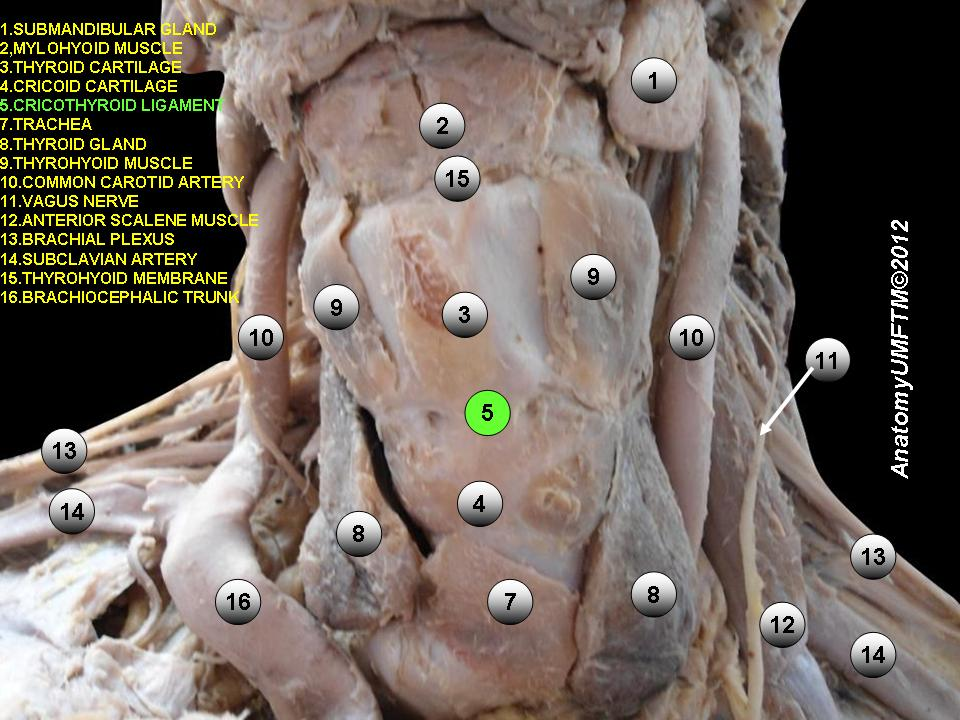
الرباط الحلقي الدرقي.
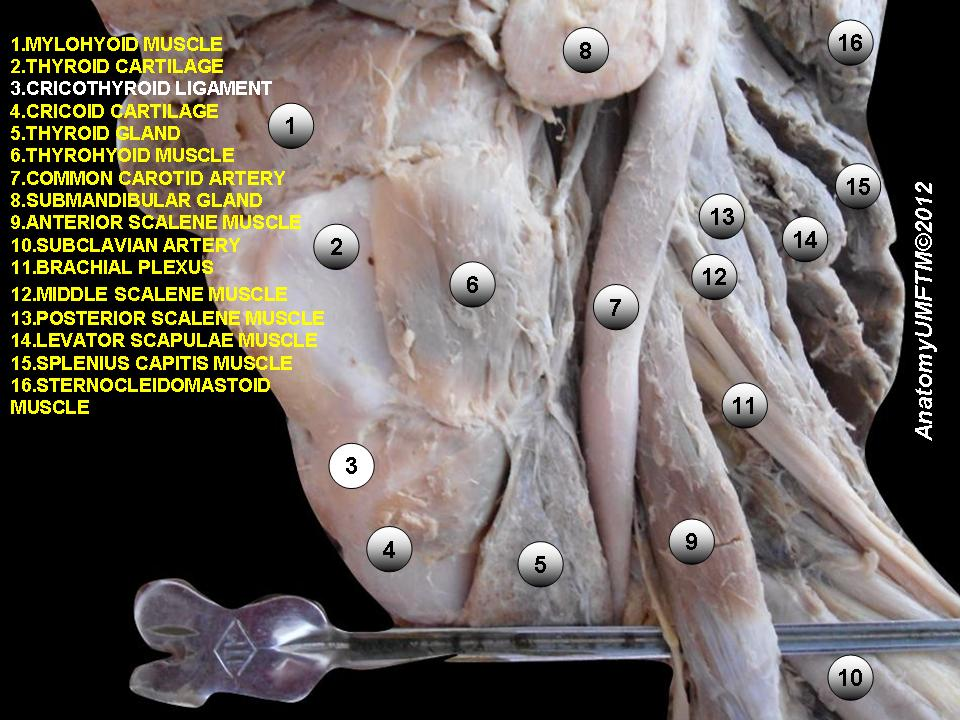
الرباط الحلقي الدرقي.
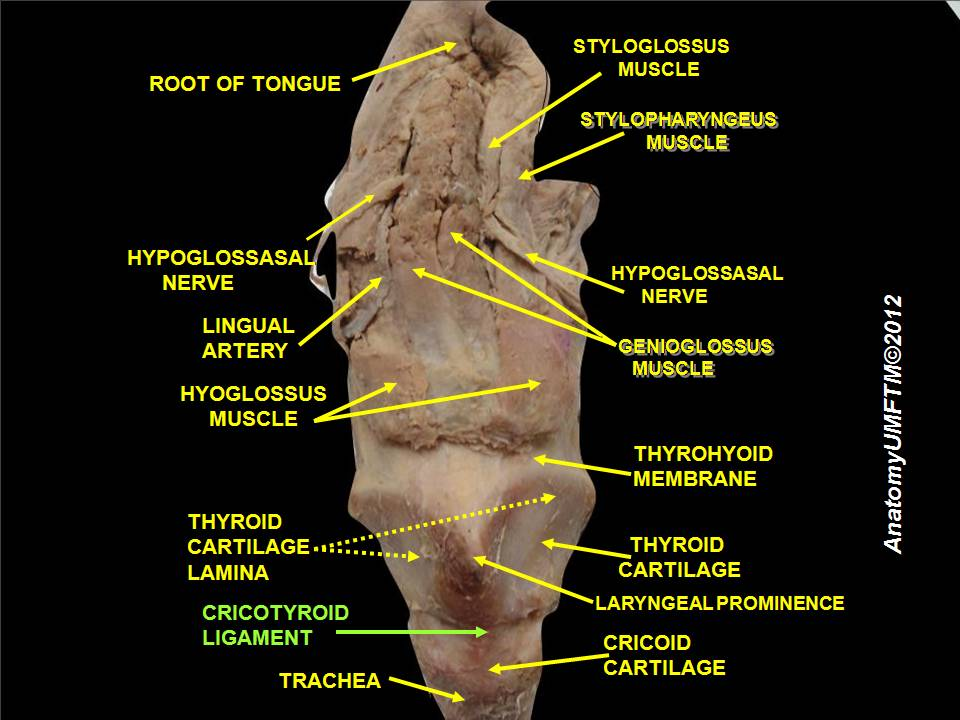
الرباط الحلقي الدرقي.
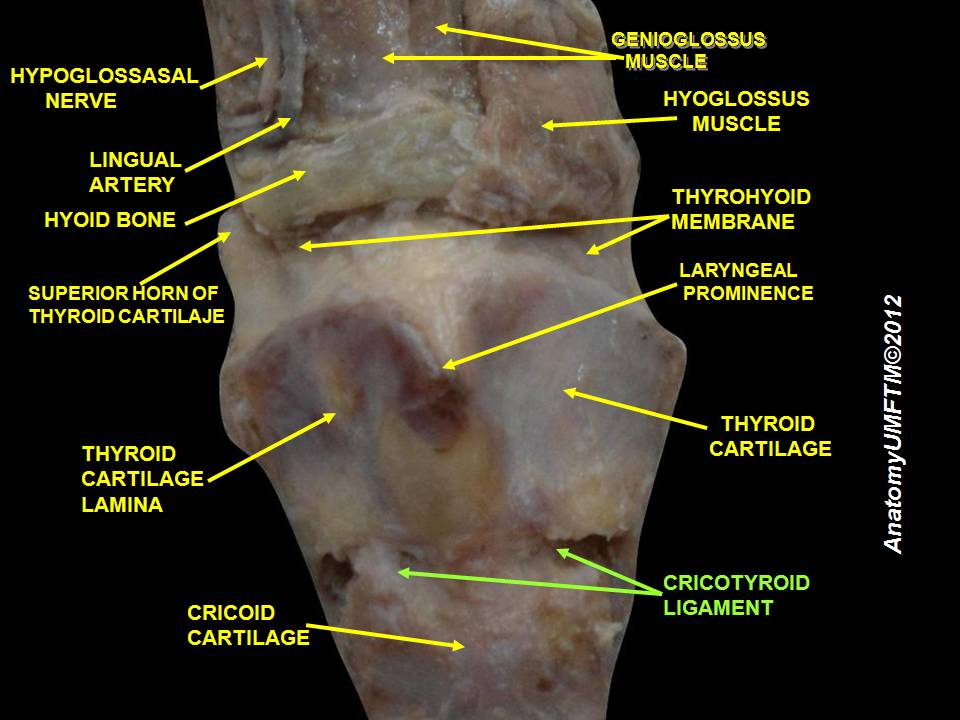
الرباط الحلقي الدرقي.
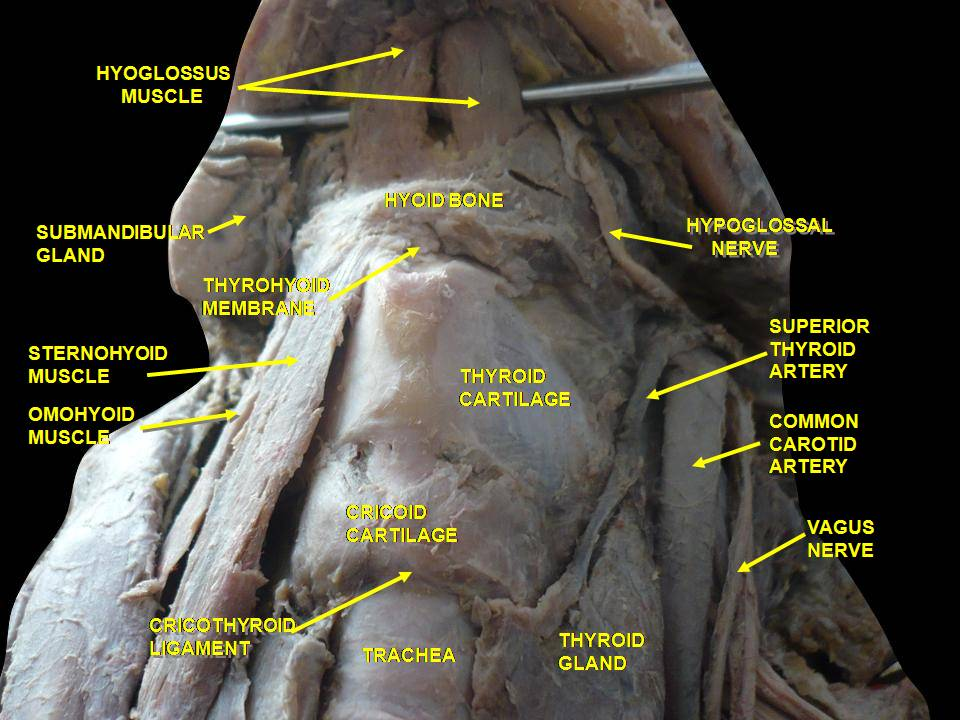
تشريح عميق لعضلات وأعصاب وشرايين الرقبة، منظر أمامي.
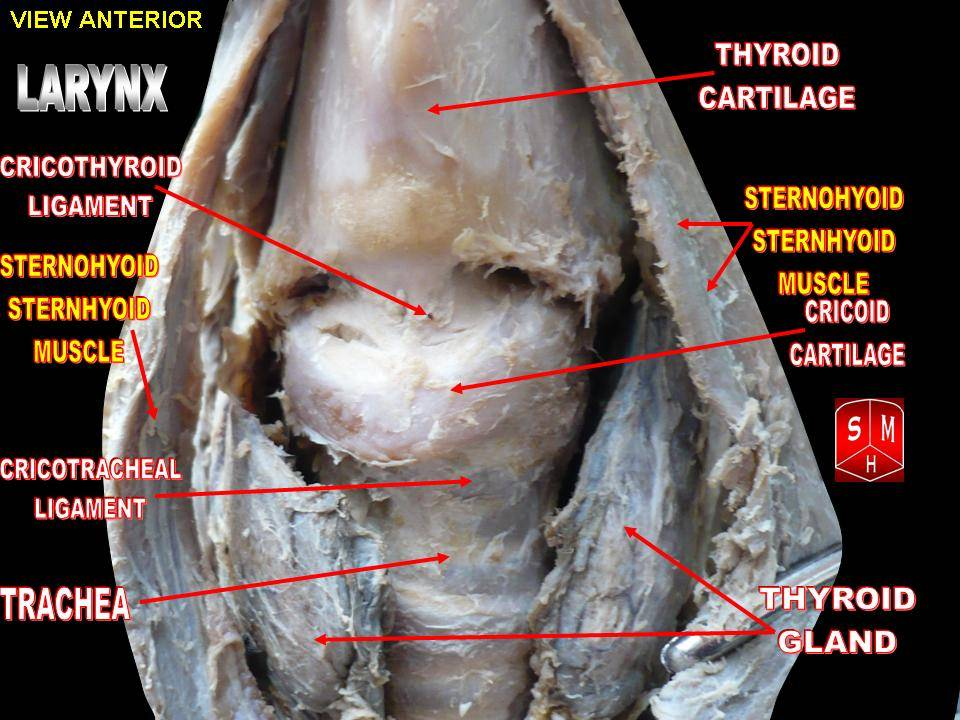
الرباط الحلقي الدرقي.